# Ośrodek Narciarski Złoty Groń w Istebnej

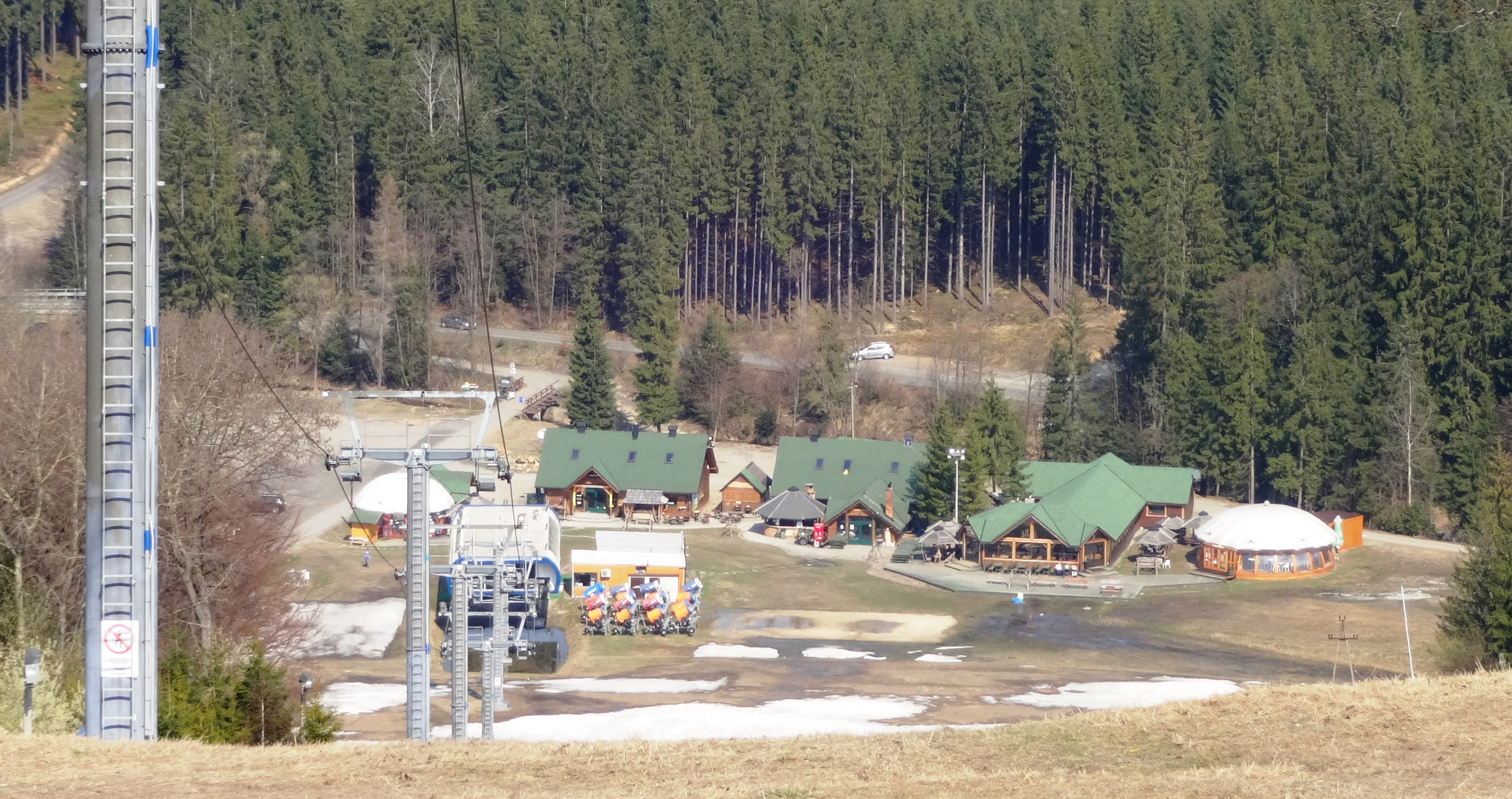
Widok na dolną stację spod górnej stacji ośrodka

Ośrodek Narciarski Złoty Groń w Istebnej – kompleks narciarski położony w Istebnej w Beskidzie Śląskim nad rzeką Olzą, na północno-wschodnim zboczu Złotego Gronia (710 m n.p.m), niewybitnego wzniesienia ok. 500 m na wschód od Zagronia, na którego północnym stoku również istnieje ośrodek narciarski, Kompleks Zagroń Istebna.

## Wyciągi i trasy
Na terenie ośrodka znajdują się:
Wyciągi:
- wyciąg krzesełkowy 6-osobowy, wyprzęgany, szwajcarskiej firmy Bartholet Maschinenbau AG, o długości 765 m, przewyższeniu 150 m, przepustowości 2 400 osób na godzinę, prędkości 5 m/s, czasie wjazdu na szczyt 2,6 minuty (7 podpór, 38 kanap)
- wyciąg talerzykowy „Patronik” o długości 290 m, przewyższeniu 33 m i przepustowości 900 osób na godzinę oraz czasie wjazdu 2,2 minuty
- wyciąg o długości 40 m, przewyższeniu 9 m i przepustowości 400 osób na godzinę oraz czasie wjazdu 0,5 minuty.

Trasy narciarskie:
- 1, 1a i 2 – 3 trasy mające różny przebieg, prowadzące z górnej stacji wyciągu krzesełkowego  do dolnej stacji wyciągu o niebieskim lub czerwono-niebieskim stopniu trudności, o długości odpowiednio 850, 990 i 1500 m. Trasy są oświetlone, ratrakowane i dośnieżane
- 3 – niebieska trasa wzdłuż wyciągu talerzykowego o długości 290 m
- 4 – zielona trasa dla początkujących o długości 40 m.

## Operator
Operatorem i właścicielem stacji jest Spółka Grono sp. z o.o. s.k. z siedzibą w Istebnej. Spółka została zarejestrowana w KRS 14 maja 2010 roku. Komplementariuszem w spółce jest Spółka Grono Sp. z o.o., zarejestrowana w KRS 19 listopada 2009 roku. Jej udziałowcami są Roman Cieślar (prezes zarządu) i Zbigniew Legierski. Komandytariuszami w spółce komandytowej są te same osoby.

## Pozostała infrastruktura
Na terenie ośrodka do dyspozycji narciarzy i snowboardzistów są:
- Dziecięcy Park Narciarski
- licencjonowana Szkoła Narciarska „Skizy” SITN-PZN
- 4 punkty gastronomiczne
- bezpłatny parking na 650 samochodów
- placówka GOPR
- bawialnia dla najmłodszych
- serwis, sklep sportowy i wypożyczalnia sprzętu.

Stacja jest członkiem Stowarzyszenia Polskie stacje narciarskie i turystyczne.

## Historia
Przed 2012 rokiem funkcjonował na miejscu wyciągu krzesełkowego wyciąg orczykowy. 22 grudnia 2012 roku oddano do użytku obecny wyciąg krzesełkowy.

## Inne ośrodki narciarskie w Istebnej
W okolicy Istebnej znajduje się również:
- Kompleks Zagroń Istebna
- Kubalonka – wyciąg talerzykowy, długość 106 m, parking
- Chichot – 500 m na wschód od Złotego Gronia, wyciąg orczykowy o długości 520 m i różnicy poziomów 115 m.